# Paragem de Paço Saraiva
A Paragem de Paço Saraiva é uma gare ferroviária encerrada do Ramal de Reguengos, situada na zona do Monte do Paço Saraiva, na freguesia de Nossa Senhora de Machede, município de Évora, em Portugal.

## História
O Ramal de Reguengos foi inaugurado em 6 de Abril de 1927.